# Tanyptera dorsalis
Tanyptera dorsalis är en tvåvingeart som först beskrevs av Walker 1848.  Tanyptera dorsalis ingår i släktet Tanyptera och familjen storharkrankar. Inga underarter finns listade i Catalogue of Life.